# 江東区立深川第八中学校
江東区立深川第八中学校（こうとうくりつ ふかがわだいはちちゅうがっこう）は、東京都江東区塩浜二丁目に所在する区立中学校。

## 概要
1961年に開校。通称は「深川八中」もしくは「八中」。
全校生徒数480名（2019年度）。近隣の枝川小学校からの生徒が多数を占める。
「7組」と呼ばれる特別支援学級を設けている。

## 少人数・習熟度別指導
- 英語・数学

## 土曜授業・土曜学習
- 年7日の土曜授業
- 土曜補習

## 教育目標
自主・自立 -豊かな心を持ち、自ら学び、身心が健康な生徒を育てる-

## 部活動

### 運動部
- 卓球部
- 男女バスケットボール部
- 女子バドミントン部
- サッカー部
- ソフトテニス部
- ダンス部
- 女子バレー部

### 文化部
- 吹奏楽部
- 美術部
- 技術部
- 科学部
- ホームメイキング部
- 連珠・オセロ部

### その他
- 7組クラブ

## 学校行事
- 移動教室（2年）
- 修学旅行（3年、京都・奈良）
- 運動会
- 文化祭
- 合唱コンクール
- 芸術鑑賞教室
- 夏期部活合宿（草津）
- 百人一首大会

## 交通
- 東京メトロ東西線木場駅徒歩10分
- 都営バス「深川八中前」徒歩1分

## 著名な卒業生
- 足立直樹
- 小島聡